# 퀵샌드 (2023년 영화)
퀵샌드(Quicksand)은 콜롬비아에서 제작된 안드레스 벨트란 감독의 2023년 스릴러 영화이다. 캐롤리나 가이탄 등이 주연으로 출연하였고 숀 패트릭 버크 등이 제작에 참여하였다.

## 출연

### 주연
- 캐롤리나 가이탄 : 소피아 역
- 알란 하우코 : 조시 역

### 조연
- 세바스티안 에슬라바 : 마르코스 역
- 안드레스 카스타녜다 : 디에고 역
- 후안 카밀로 페레스 : 하비에르 역